# Стебун Ілля Ісаакович
Ілля Ісаакович Стебун (справжнє прізвище Кацнельсон) (21 січня 1911, містечко Городня, тепер Чернігівська область — 25 вересня 2005, місто Донецьк) — літературознавець, критик і педагог, секретний співробітник НКВС—КДБ СРСР. Доктор філологічних наук (1962), професор (1965).

## Життєпис
Народився в родині вчителя на Чернігівщині. У 1929 році закінчив Чернігівський інститут народної освіти. З 1932 по 1935 рік служив у Червоній армії. Член Спілки письменників СРСР з 1937 року.
З 1936 до 1941 року викладав у Київському державному університеті. Одночасно у 1938—1941 роках — співробітник Інституту літератури АН УРСР, відповідальний редактор журналу «Літературна критика» і «Радянська література», до війни один з керівних критиків в УРСР. Член ВКП(б).
З червня 1941 до 1945 року — в Червоній армії. Учасник німецько-радянської війни. Служив інструктором політичного управління Південно-Західного фронту, у фронтових газетах «Красная армия» та «Солдатська правда» політичних управлінь Донського та Сталінградського фронтів. У листопаді 1942 року важко поранений, лікувався у військових госпіталях міста Уфи. У 1943—1944 роках служив на політичній роботі у Південно-Уральському військовому окрузі, навчався на курсах «Постріл». З жовтня 1944 до 1945 року — агітатор політичного відділу об'єднаного авіаційного училища 6-ї повітряної армії Війська Польського.
У 1945—1949 роках — завідувач відділу Інституту літератури АН УРСР.
З початком сталінської антиєврейської кампанії проти т. зв. «безрідних космополітів» видалений з Києва. У 1949—1952 роках працював у Запорізькому педагогічному інституті, в 1953—1965 роках — у Житомирському педагогічному інституті. У 1965—1991 роках — завідувач кафедри теорії літератури і естетики, професор Донецького державного університету.
Помер 25 вересня 2005 року у Донецьку.

## Причетність до репресій
Під час процесу над правозахисниками Олексою Тихим та Миколою Руденком влітку 1977-му в м. Дружківці Донецької області, Ілля Стебун був одним зі свідків звинувачення проти них. Він звинуватив Олесу Тихого, що той схиляв його до ворожої діяльності, даючи йому на рецензію рукопис «Мова народу. Народ». Цей рукопис був рекомендований до друку кафедрою української мови Донецького університету та відділом національних відносин інституту філософії АН України. Єдиний, хто знайшов у ній «глибоко захований націоналістичний зміст», «вороже нутро» був професор Стебун. Руденко, який захищав Іллю Стебуна у 1949-му році від звинувачень у «космополітизмі», був засуджений на 7 років таборів суворого режиму і 5 років заслання за ст. 62 ч. 1 КК УРСР. Олекса Тихий до 10 років таборів суворого режиму і 5 років заслання. 5 травня 1984 Олекса Тихий загинув у таборі.

## Наукова діяльність
Розвідки про І. Котляревського, М. Шашкевича, Т. Шевченка, М. Коцюбинського, І. Франка, Лесю Українку та ін. Серед ін.: «М. Коцюбинський» (1938), «І. П. Котляревський» (1938), «Питання реалізму в естетиці І. Франка» (1958), «Мистецтво, гуманізм, сучасність» (1965), «Джерела художньої істини» (1970), «Шевченко про мистецтво» (1971) та ін.

## Звання
- майор
- інтендант ІІ рангу

## Нагороди
- орден Вітчизняної війни І ст.
- орден Вітчизняної війни ІІ ст. (6.11.1985)
- медаль «За оборону Сталінграда»
- медаль «За визволення Варшави»
- медаль «За взяття Берліна»
- медаль «За перемогу над Німеччиною у Великій Вітчизняній війні 1941—1945 рр.» (1945)
- медалі